# Messier 26
Obiectul astronomic  Messier 26 (M26 sau NGC 6694) este un roi deschis situat în constelația Scutul (constelație cunoscută și ca Scutul lui Sobieski) și a fost descoperit în 1764 de către astronomul francez Charles Messier, care l-a inclus în catalogul său în același an.

## Descriere

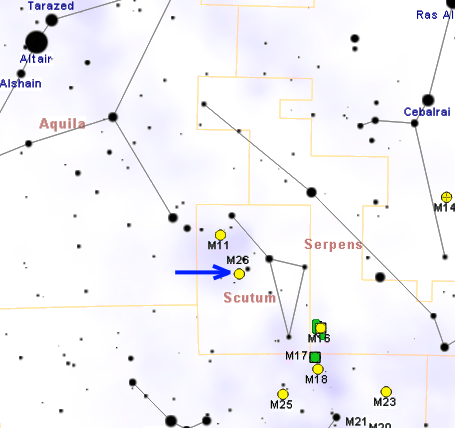
Hartă cu indicarea roiului M 26.

Acest roi este situat la aproximativ 5.000 de ani-lumină de Sistemul Solar, cu o rază aparentă de 15 minute de arc, ceea ce, ținând cont de distanța la care se află, dă o întindere de circa 22 de ani-lumină. Vârsta sa este în general estimată la 89 de milioane de ani.
Steaua cea mai strălucitoare din acest roi posedă o magnitudine aparentă de +11,9.
Una din caracteristicile roiului M 26 este o zonă cvasi-lipsită de stele, aflată lângă centrul roiului, probabil datorată unui nor de materie interstelară, opac, între aceasta și Terra.